# Arangeh
Arangeh (persiska: ارنگه) är en ort i Iran.   Den ligger i provinsen Alborz, i den norra delen av landet, 40 km nordväst om huvudstaden Teheran. Arangeh ligger 1 818 meter över havet och antalet invånare är 136.
Terrängen runt Arangeh är bergig österut, men västerut är den kuperad. Arangeh ligger nere i en dal. Runt Arangeh är det mycket tätbefolkat, med 10 000 invånare per kvadratkilometer. Närmaste större samhälle är Karaj, 13,1 km sydväst om Arangeh. Trakten runt Arangeh består i huvudsak av gräsmarker.